# Digbeugnoa
Digbeugnoa est un village bété de Côte d'Ivoire. Il dépend de la sous-préfecture de Gagnoa, ce village est créé principalement par le Pasteur Akeble zagadou Louis, situé dans la région du Gôh (ex-Fromager).

## Personnalités liées
- Victor Capri Djédjé
- Zagadou Djedje Madou Guy-Cyr